# Ајк Тарнер
Ајзир Ластер Тарнер мл. (енгл. Izear Luster Turner Jr.; 5. новембар 1931 — 12. децембар 2007) је био амерички музичар, фронтмен, ловац на таленте и продуцент, најпознатији по раду са својом женом Тином Тарнер. Током каријере која је трајала пола века, у Ајков репертоар је улазио блуз, соул, рок и фанк.